# Neopilumnoplax americana
Neopilumnoplax americana är en kräftdjursart som först beskrevs av M. J. Rathbun 1898.  Neopilumnoplax americana ingår i släktet Neopilumnoplax och familjen Goneplacidae. Inga underarter finns listade i Catalogue of Life.